# Pürevdorjiin Serdamba
Pürevdorjiin Serdamba (in mongolo: Пүрэвдоржийн Сэрдамба; 18 aprile 1985) è un pugile mongolo.

## Palmarès

### Olimpiadi
- 1 medaglia:
  - 1 argento (Pechino 2008 nei pesi minimosca)

### Mondiali dilettanti
- 2 medaglie:
  - 1 oro (Milano 2009 nei pesi minimosca)
  - 1 bronzo (Baku 2011 nei pesi minimosca)

### Universiadi
- 2 medaglie:
  - 1 oro (Ulan Bator 2010 nei pesi minimosca)
  - 1 bronzo (Almaty 2006 nei pesi minimosca)

### Campionati asiatici
- 1 medaglia:
  - 1 oro (Ulan Bator 2007 nei pesi minimosca)